# Parma Associazione Calcio 1972-1973
Questa voce raccoglie le informazioni riguardanti il Parma Football Club nelle competizioni ufficiali della stagione 1972-1973.

## Stagione
Al termine della stagione 1972-1973 di Serie C, il Parma riuscì a risalire in Serie B dopo quasi dieci anni di assenza: la promozione fu ottenuta dopo uno spareggio giocato a Vicenza il 24 giugno 1973 contro l'Udinese, piazzatasi a pari merito con i ducali nella stagione regolare, e battuta (2-0).
I crociati allenati da Giorgio Sereni ed i bianconeri friulani hanno chiuso a pari punti un tiratissimo torneo, che li ha visti bruciare con 52 punti sul filo di lana l'Alessandria ed il Venezia, giunti rispettivamente a 51 e 50 punti. Così il bilancio di una intera stagione si è deciso in uno spareggio.
E pensare che questa annata era partita non nel migliore dei modi: la prima vittoria in campionato per il Parma è arrivata alla decima giornata. Poi arriva il risveglio che la porta alla promozione in Serie B con 19 vittorie ottenute nelle altre 28 partite di campionato.
Migliori marcatori stagionali dei nerocrociati sono stati Alberto Rizzati e Giulio Sega con 13 reti a testa, compresa la rete dello spareggio.
Discreto anche il cammino dei crociati nella Coppa Italia Semiprofessionisti, disputata per la prima volta, dove raggiunsero i quarti di finale prima di venir eliminati dai corregionali del Modena.

## Divise
| Casa |

## Rosa
| N. |                   | Ruolo | Calciatore            |
| -- | ----------------- | ----- | --------------------- |
|    | Italia (bandiera) | P     | Luciano Bertoni       |
|    | Italia (bandiera) | P     | Bruno Grisendi        |
|    | Italia (bandiera) | D     | Giovanni Colonnelli   |
|    | Italia (bandiera) | D     | Giovanni Colzato      |
|    | Italia (bandiera) | D     | Francesco Cappellotto |
|    | Italia (bandiera) | D     | Romano Donzelli       |
|    | Italia (bandiera) | D     | Gianluigi Gavino      |
|    | Italia (bandiera) | D     | Adriano Capra         |
|    | Italia (bandiera) | D     | Bruno Piaser          |
|    | Italia (bandiera) | D     | Michele Benedetto     |
|    | Italia (bandiera) | C     | Pietro Biagini        |
|    | Italia (bandiera) | C     | Fausto Daolio         |

| N. |                   | Ruolo | Calciatore        |
| -- | ----------------- | ----- | ----------------- |
|    | Italia (bandiera) | C     | Roberto Furlan    |
|    | Italia (bandiera) | C     | Damiano Morra     |
|    | Italia (bandiera) | C     | Giuseppe Regali   |
|    | Italia (bandiera) | C     | Massimo Sorgenti  |
|    | Italia (bandiera) | C     | Carlo Volpi       |
|    | Italia (bandiera) | A     | Pierangelo Basili |
|    | Italia (bandiera) | A     | Corrado Epifanio  |
|    | Italia (bandiera) | A     | Luciano Paganini  |
|    | Italia (bandiera) | A     | Giovanni Quadri   |
|    | Italia (bandiera) | A     | Alberto Rizzati   |
|    | Italia (bandiera) | A     | Giulio Sega       |
|    | Italia (bandiera) | A     | Claudio Vaccario  |

## Risultati

### Serie C

#### Girone di andata
| Parma 17 settembre 1972 1ª giornata | Parma            | 0 – 0 | Legnano | Stadio Ennio Tardini\| Arbitro: \| Crista (Livorno) \| |
| Arbitro:                            | Crista (Livorno) |       |         |                                                        |

| Arbitro: | Lupi (Genova) |

|             |           |            |
| Tumiati 89’ | Marcatori | 83’ Regali |

| Parma 1º ottobre 1972 3ª giornata | Parma              | 0 – 0 | Padova | Stadio Ennio Tardini\| Arbitro: \| Lanzetti (Viterbo) \| |
| Arbitro:                          | Lanzetti (Viterbo) |       |        |                                                          |

| Parma 8 ottobre 1972 4ª giornata | Parma             | 0 – 0 | Udinese | Stadio Ennio Tardini\| Arbitro: \| Testuzza (Genova) \| |
| Arbitro:                         | Testuzza (Genova) |       |         |                                                         |

| Cossato 15 ottobre 1972 5ª giornata | Cossatese       | 0 – 0 | Parma | Stadio Ezio Abate\| Arbitro: \| Mascia (Milano) \| |
| Arbitro:                            | Mascia (Milano) |       |       |                                                    |

| Arbitro: | Lenardon (Siena) |

|          |           |                 |
| Sega 29’ | Marcatori | 23’ (rig.) Musa |

| Arbitro: | Lops (Torino) |

|                     |           |  |
| Gottardo 73’ (rig.) | Marcatori |  |

| Cremona 5 novembre 1972 8ª giornata | Cremonese        | 0 – 0 | Parma | Stadio Giovanni Zini\| Arbitro: \| Terpin (Trieste) \| |
| Arbitro:                            | Terpin (Trieste) |       |       |                                                        |

| Arbitro: | Ambrosio (Napoli) |

|           |           |               |
| Volpi 15’ | Marcatori | 70’ Fumagalli |

| Arbitro: | Frasso (Capua) |

|  |           |                |
|  | Marcatori | 43’ Colonnelli |

| Arbitro: | Baldoni (Ancona) |

|                      |           |              |
| Sega 50’ (rig.), 74’ | Marcatori | 45’ Burlando |

| Trento 3 dicembre 1972 12ª giornata | Trento              | 0 – 0 | Parma | Stadio Briamasco\| Arbitro: \| Chiapponi (Livorno) \| |
| Arbitro:                            | Chiapponi (Livorno) |       |       |                                                       |

| Arbitro: | Ciulli (Roma) |

|             |           |  |
| Rizzati 24’ | Marcatori |  |

| Tortona 17 dicembre 1972 14ª giornata | Derthona            | 0 – 0 | Parma | Stadio Fausto Coppi\| Arbitro: \| Del Fiandra (Massa) \| |
| Arbitro:                              | Del Fiandra (Massa) |       |       |                                                          |

| Arbitro: | Terpin (Trieste) |

|          |           |  |
| Sega 10’ | Marcatori |  |

| Arbitro: | Menicucci (Firenze) |

|  |           |          |
|  | Marcatori | 75’ Sega |

| Arbitro: | Pesciarelli (Roma) |

|                        |           |                  |
| Rizzati 16’ Regali 20’ | Marcatori | 70’ (aut.) Capra |

| Arbitro: | Baciucchi (Roma) |

|  |           |             |
|  | Marcatori | 54’ Rizzati |

| Arbitro: | Mattei (Macerata) |

|                    |           |  |
| Volpi 31’ Sega 50’ | Marcatori |  |

#### Girone di ritorno
| Legnano 4 febbraio 1973 20ª giornata | Legnano       | 0 – 0 | Parma | Stadio Comunale\| Arbitro: \| Lupi (Genova) \| |
| Arbitro:                             | Lupi (Genova) |       |       |                                                |

| Arbitro: | Chiapponi (Livorno) |

|                  |           |  |
| Rizzati 23’, 36’ | Marcatori |  |

| Arbitro: | Marino (Taranto) |

|  |           |                                |
|  | Marcatori | 17’, 35’, 52’ Rizzati 65’ Sega |

| Udine 25 febbraio 1973 23ª giornata | Udinese                | 0 – 0 | Parma | Stadio Moretti\| Arbitro: \| Martinelli (Catanzaro) \| |
| Arbitro:                            | Martinelli (Catanzaro) |       |       |                                                        |

| Arbitro: | Laurenti (Padova) |

|                            |           |  |
| Sega 52’ (rig.) Regali 80’ | Marcatori |  |

| Arbitro: | Moretto (San Donà di Piave) |

|               |           |  |
| Salvadori 55’ | Marcatori |  |

| Arbitro: | Menicucci (Firenze) |

|          |           |  |
| Sega 32’ | Marcatori |  |

| Arbitro: | Barboni (Firenze) |

|                        |           |               |
| Basili 15’ Rizzati 67’ | Marcatori | 64’ Torresani |

| Arbitro: | Testuzza (Genova) |

|  |           |                      |
|  | Marcatori | 21’ Rizzati 73’ Sega |

| Arbitro: | Turiano (Reggio Calabria) |

|                                     |           |  |
| Daolio 2’ Colonnelli 15’ Basili 45’ | Marcatori |  |

| Arbitro: | Schena (Foggia) |

|               |           |  |
| Migliorati 3’ | Marcatori |  |

| Arbitro: | Marino (Taranto) |

|           |           |  |
| Volpi 10’ | Marcatori |  |

| Arbitro: | Lenardon (Siena) |

|                                        |           |                 |
| Parlanti 58’ Modonese 87’ Flaborea 90’ | Marcatori | 92’ (rig.) Sega |

| Arbitro: | Ciulli (Roma) |

|           |           |                 |
| Daolio 9’ | Marcatori | 55’ L. Solbiati |

| Arbitro: | Levrero (Genova) |

|             |           |             |
| Vanazzi 22’ | Marcatori | 64’ Rizzati |

| Arbitro: | Lupi (Genova) |

|                           |           |  |
| Sega 58’ (rig.) Volpi 78’ | Marcatori |  |

| Arbitro: | Martinelli (Catanzaro) |

|              |           |  |
| D'Alessi 44’ | Marcatori |  |

| Arbitro: | Chiapponi (Livorno) |

|             |           |  |
| Rizzati 75’ | Marcatori |  |

| Arbitro: | Lattanzi (Roma) |

|  |           |                                      |
|  | Marcatori | 18’ Rizzati 29’ Volpi 78’ Colonnelli |

#### Spareggio promozione
| Arbitro: | Panzino (Catanzaro) |

|                    |           |  |
| Sega 15’ Volpi 33’ | Marcatori |  |

### Coppa Italia Semiprofessionisti

#### Fase a gironi
| Piacenza 23 agosto 1972 1ª giornata | Piacenza | 1 – 1 | Parma |  |

| Cremona 27 agosto 1972 2ª giornata | Cremonese | 1 – 3 | Parma |  |

| Parma 30 agosto 1972 3ª giornata | Parma | 1 – 1 | Fanfulla | Stadio Ennio Tardini |

| Parma 3 settembre 1972 4ª giornata | Parma | 1 – 0 | Piacenza | Stadio Ennio Tardini |

| Parma 6 settembre 1972 5ª giornata | Parma | 1 – 0 | Cremonese | Stadio Ennio Tardini |

| Parma 10 settembre 1972 6ª giornata | Fanfulla | 0 – 0 | Parma |  |

#### Fase finale
| Seregno 1º novembre 1972 Ottavi di finale - andata | Seregno | 0 – 0 | Parma |  |

| Parma 7 marzo 1973 Ottavi di finale - ritorno | Parma | 1 – 0 | Seregno | Stadio Ennio Tardini |

| Parma 25 aprile 1973 Quarti di finale - andata | Parma | 0 – 0 | Modena | Stadio Ennio Tardini |

| Modena 31 maggio 1973 Quarti di finale - ritorno | Modena | 2 – 0 | Parma |  |

## Statistiche

### Statistiche dei giocatori
| Giocatore      | Serie C  | Serie C | Coppa Italia Semiprofessionisti | Coppa Italia Semiprofessionisti | Totale   | Totale |
| Giocatore      | Presenze | Reti    | Presenze                        | Reti                            | Presenze | Reti   |
| -------------- | -------- | ------- | ------------------------------- | ------------------------------- | -------- | ------ |
| P. Basili      | 26       | 2       | ?                               | ?                               | 26+      | 2+     |
| M. Benedetto   | 37       | 0       | ?                               | ?                               | 37+      | 0+     |
| L. Bertoni     | 39       | -15     | ?                               | ?                               | 39+      | -15+   |
| P. Biagini     | 17       | 0       | ?                               | ?                               | 17+      | 0+     |
| F. Cappellotto | 10       | 0       | ?                               | ?                               | 10+      | 0+     |
| A. Capra       | 36       | 0       | ?                               | ?                               | 36+      | 0+     |
| G. Colonnelli  | 37       | 3       | ?                               | ?                               | 37+      | 3+     |
| G. Colzato     | 38       | 0       | ?                               | ?                               | 38+      | 0+     |
| F. Daolio      | 31       | 2       | ?                               | ?                               | 31+      | 2+     |
| R. Donzelli    | 27       | 0       | ?                               | ?                               | 27+      | 0+     |
| C. Epifano     | 1        | 0       | ?                               | ?                               | 1+       | 0+     |
| R. Furlan      | 12       | 0       | ?                               | ?                               | 12+      | 0+     |
| G. Gavino      | 2        | 0       | ?                               | ?                               | 2+       | 0+     |
| D. Morra       | 4        | 0       | ?                               | ?                               | 4+       | 0+     |
| L. Paganini    | 3        | 0       | ?                               | ?                               | 3+       | 0+     |
| G. Quadri      | 4        | 0       | ?                               | ?                               | 4+       | 0+     |
| G. Regali      | 28       | 3       | ?                               | ?                               | 28+      | 3+     |
| A. Rizzati     | 37       | 13      | ?                               | ?                               | 37+      | 13+    |
| G. Sega        | 35       | 13      | ?                               | ?                               | 35+      | 13+    |
| M. Sorgenti    | 1        | 0       | ?                               | ?                               | 1+       | 0+     |
| C. Vaccario    | 2        | 0       | ?                               | ?                               | 2+       | 0+     |
| V. Volpi       | 30       | 6       | ?                               | ?                               | 30+      | 6+     |